# PEBKAC
PEBKAC – akronim od angielskiego wyrażenia Problem Exists Between Keyboard And Chair (w wolnym tłumaczeniu: problem występuje pomiędzy krzesłem a klawiaturą). Akronimem tym w żartobliwy sposób określa się sytuacje, w których to użytkownik aplikacji komputerowej jest odpowiedzialny za jej błędne działanie.
Inne znane formy akronimu to PEBCAC (ang. Problem Exists Between Chair And Computer) czy PICNIC (Problem In Chair Not In Computer).